# Port Authority of New York and New Jersey Police Department

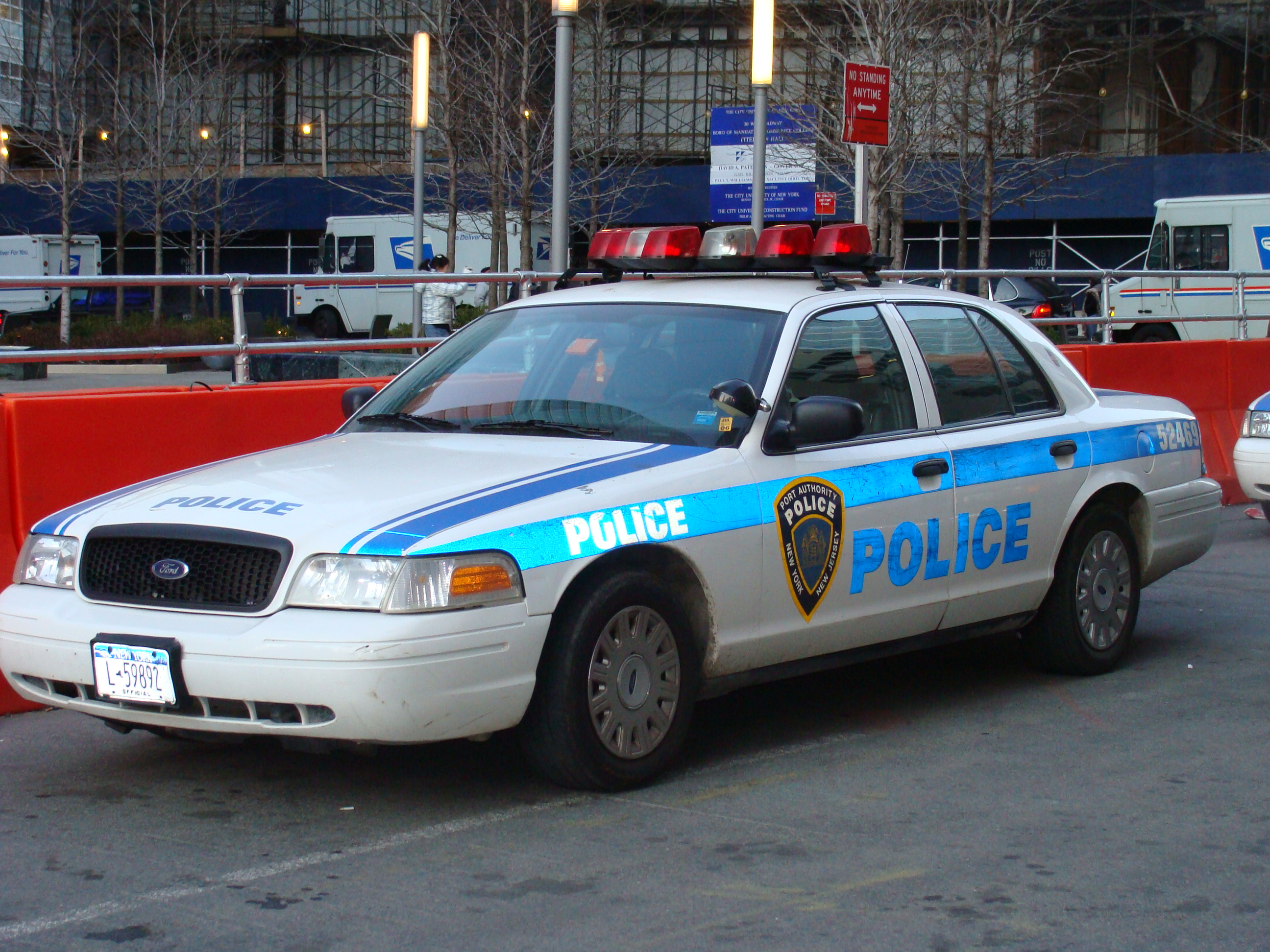
Voiture de patrouille du PAPD en 2009.

Le Port Authority Police Department (ou PAPD) gère les opérations de police et de sécurité sur la zone portuaire du New Jersey et de la ville de New York.
Le service de police de l'autorité portuaire de l'État de New York et du New Jersey (Port Authority of New York and New Jersey Police Department) est un des plus grands services de police aux États-Unis, avec un effectif de 1 600 policiers et policières en 2006. Il est sous l'autorité portuaire de l'État de New York et du New Jersey (Port Authority of New York and New Jersey), une institution inter-États chargée de la gestion des ponts, tunnels, aéroports et ports maritimes situés le long de la frontière entre les États de New York et du New Jersey.

## Historique
Le service de police de l'autorité portuaire fut créé en juin 1928 quand quarante policiers furent désignés afin d'assurer la police dans le cadre de la traversée du Goethals Bridge and Outerbridge (connu à l'époque sous le nom de pont Arthur Kill). Ces policiers un peu spéciaux étaient appelés les « pontiers » (bridgemen). Neuf d'entre eux furent plus tard promus au grade de « maître-pontier », l'équivalent du grade de sergent.
Les effectifs du service de police augmentèrent en même temps que le nombre des installations relevant de l'autorité portuaire (notamment l'ouverture du tunnel Holland, en 1927, et la création de trois aéroports métropolitain et d'un terminal maritime, dans les années 1940). Dans les années 1950, le terminal des bus s'est ouvert. Ensuite, l'autorité portuaire a aussi pris le contrôle du système PATH, anciennement connu sous le nom de The Hudson and Manhattan Tubes (soit le complexe de trains souterrains reliant la ville de New York aux banlieues situées dans l'État du New Jersey, séparées de l'île de Manhattan par l'Hudson River).

## Aéroports
L'autorité portuaire gère également la sécurité de trois aéroports majeurs, soit l'aéroport international Liberty de Newark, l'aéroport international de New York - John-F.-Kennedy et l'aéroport LaGuardia de New York, qui voient transiter plus de 80 millions de passagers aériens par an, sans compter plus de 1,1 million de mouvements d'avions et plus de 2,5 millions de tonnes de fret aérien, toujours annuellement. Assurer la sécurité de ces installations aéroportuaires implique un grand nombre de missions différentes. Les membres du service de police s'occupent des points de contrôle, interviennent sur les incidents impliquant les avions et assistent des voyageurs aériens en provenance du monde entier. Il faut également quotidiennement escorter et protéger les dignitaires en visite. Le PAPD assure également les patrouilles sur l'aéroport de Teterboro (NJ), de taille nettement plus modeste et qui ne prend en charge que les vols intérieurs.
La police de l'autorité portuaire (PAPD) est également chargée de la lutte contre les incendies et le sauvetage d'urgence en cas de crash aérien sur les trois grands aéroports ainsi que sur tout autre incident d'urgence impliquant un avion. Le personnel policier assigné aux missions de sauvetage a suivi un entraînement de haut niveau pour ces missions, y compris pour les opérations impliquant l'utilisation de matériel sophistiqué et de haute-technologie, de véhicules de lutte contre les incendies et le matériel de sauvetage aquatique.

## Terminaux maritimes
Les terminaux maritimes relevant de l'autorité portuaire voient passer des milliers de navires et plus de 14,5 millions de tonnes de fret maritime par an. Le travail policier au terminal portuaire de Newark/Elisabeth et aux jetées de Brooklyn inclut le contrôle du trafic ainsi que la prévention et la répression des vols de fret maritime.

## Structure
Le QG du service de police de l'autorité portuaire est situé à Jersey City (NJ).
Le dispatching (centre de régulation) central de la police (Central Police Desk), situé à Journal Square, est véritablement le centre nerveux du service. Ce dispatching travaille 24h sur 24 et est le point central du réseau de communication du service de police de l'autorité portuaire. C'est à partir de là que le personnel sur le terrain est envoyé en mission, toutes les communications radios y sont surveillées et les terminaux informatiques y sont reliés à la banque de données criminelles et de renseignement commune aux États de New York et du New Jersey (NY & NJ Intelligence and Crime Information Systems) ainsi qu'à la banque nationale de données criminelles (NCIC) située à Washington (DC). Quand cela est nécessaire, les informations reçues de ces sources sont transmises aux policiers intervenant sur le terrain.
Le PATH (voir ci-dessus) est un des réseaux ferroviaires les plus surveillés du monde. Approximativement 200 000 passagers utilisent le PATH chaque jour. Les stations du réseau sont surveillées par un système de caméras en circuit fermé afin d'assister le personnel policier dans le cadre des patrouilles.
Dans les tunnels Holland et Lincoln, sur les ponts Bayonne, Goethals et Washington et sur le franchissement outre-ponts (Outerbridge crossing), les missions des policiers du Port Authority Police Department consistent en patrouilles, contrôle du trafic, inspections du fret dangereux, pesée des camions et l'aide d'urgence, en plus de la répression des infractions aux lois sur les véhicules à moteur. La police, à tous ces points de passage, entretient également des programmes visant à maintenir une lutte constante contre l'alcool au volant.
L'autorité portuaire gère le plus grand et le plus fréquenté des terminaux de bus du pays, voyant transiter 57 millions de passagers et plus de 2,2 millions de départs et d'arrivées de bus en 2001. Les missions dévolues à la police exigent une palette assez large de fonctions, allant de la recherche d'enfants perdus à l'assistance aux personnes en transit. Les policiers se chargent de la sécurité générale du terminal par différentes sortes de patrouille. Des équipes composées de policiers et d'assistants sociaux patrouillent dans le terminal routier dans le but d'identifier des jeunes fugueurs, ou des jeunes mis à la porte de chez eux ou tout simplement signalés disparus. Ils peuvent fournir des conseils, une assistance d'urgence, des placements avec l'aide des services sociaux ou même se réunir avec la famille, quand cela s'avère approprié.

### L'école de police
Les recrues de l'école de police de l'autorité portuaire suivent, habituellement, une formation intensive de 20 semaines sur des matières telles que les Lois en vigueur à New York et au New Jersey, les sciences comportementales, les relations publiques, les techniques et procédures policières, la procédure d'arrestation, le code judiciaire et les témoignages. Ils sont aussi formés au droit de la preuve, les méthodes de self-défense, les premiers soins, la lutte contre les incendies, les missions de patrouilles et de régulation du trafic, l'utilisation des armes à feu, la conduite défensive et les techniques de poursuite en voiture et le sauvetage en mer. Tout au long de sa carrière, le policier de l'autorité portuaire retournera continuellement à l'école de police tant dans le cadre de sa formation permanente que pour l'apprentissage de nouvelles techniques, à ajouter aux connaissances antérieures.
Le mémorial Koebel du centre d'entraînement au tir de police est consacré à la mémoire du fonctionnaire de police Henry J. Koebel, qui fut abattu dans l'exercice de ses fonctions en mai 1978. L'école de police utilise un équipement des plus modernes et des plus récents, permettant notamment ainsi aux formateurs de disposer de 18 pas de tir dans ce centre d'entraînement au tir entièrement informatisé. Le matériel inclut notamment des cibles mobiles, un système de gestion du bruit et de la luminosité, un système de cibles tirables ou non, ainsi qu'un programme de base pour tireurs d'élite.

### Le bureau des enquêtes criminelles

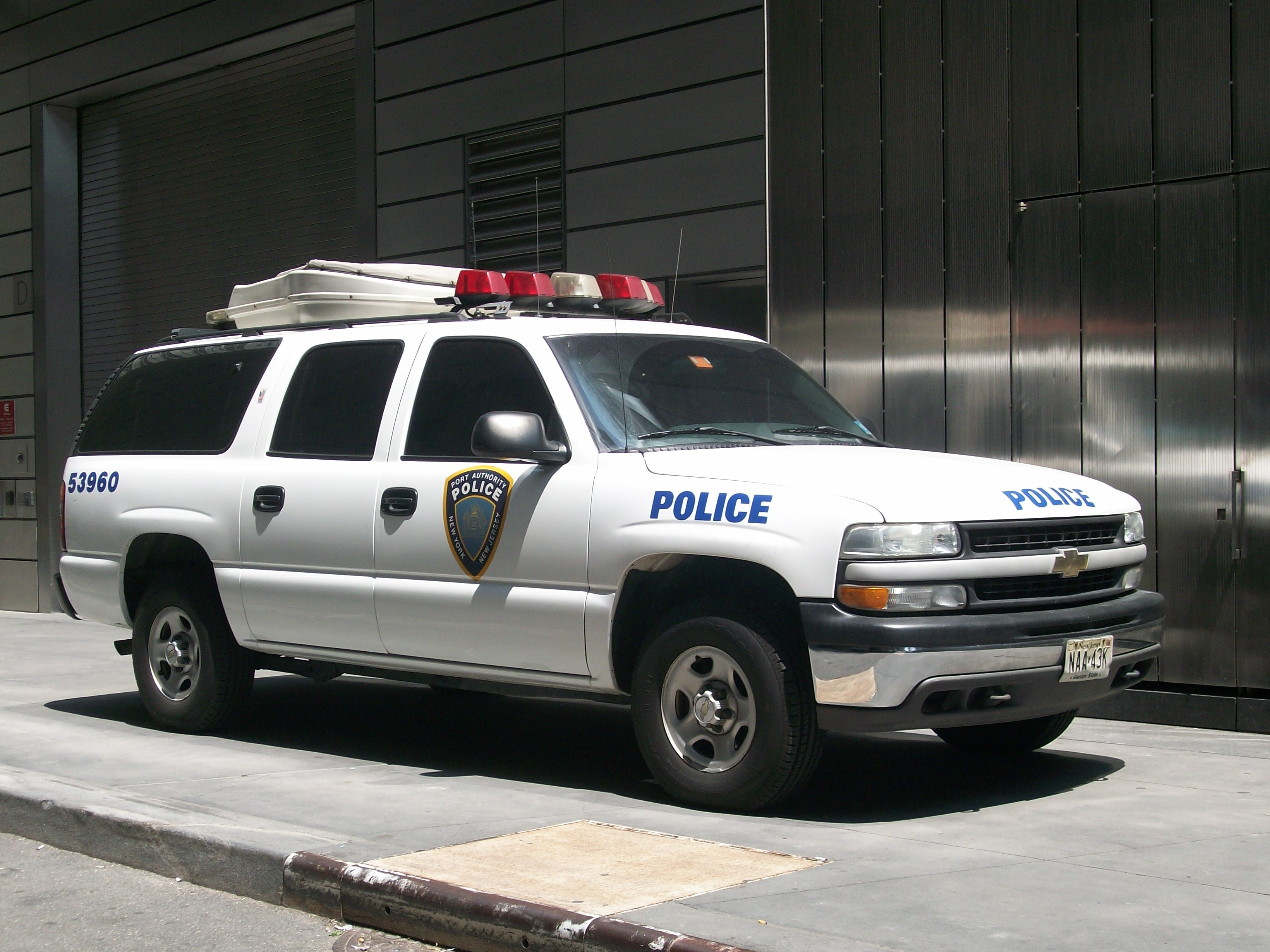
SUV utilisé par la police de la Port authority.

Le bureau des enquêtes criminelles est un service de plus d'une centaine de détectives et de superviseurs qui ont spécialement été formés aux enquêtes liées à la criminalité spécifique aux secteurs du transport. L'année passée[Quand ?], le CIB (Criminal Investigation Bureau) a mené des enquêtes sur des filières de faux billets d'avions informatisés ainsi que la contrebande de marchandises et de stupéfiants. Ce service a saisi plus de 10 millions de $ de marchandises, y compris 35 kg de stupéfiants.
Le CIB collabore également avec les services de police locaux, nationaux et fédéraux dans leur lutte contre la criminalité. Parmi ces services, on trouve la police de l'État du New Jersey, le NYPD, le service des douanes et de la protection des frontières et la Drug Enforcement Administration de l'État fédéral.
Plusieurs détectives appartenant au CIB participent également à la cellule inter-services du FBI affectée à la lutte contre les activités terroristes dans la région de New York.

### L'unité de sauvetage d'urgence
L'unité de sauvetage d'urgence de l'autorité portuaire a été créée en 1983, à la suite de l'achat par le service de police d'un véhicule spécialement équipé pour intervenir sur les incidents impliquant des véhicules automobiles ou sur le réseau ferroviaire du PATH.
Ce véhicule fut acquis après un incendie sur le réseau PATH qui incita le commandement du service de police à développer une formation d'une équipe de sauvetage d'urgence possédant une connaissance spécifique de ce réseau ferroviaire particulier. Les membres de cette équipe étaient entraînés pour pouvoir effectuer des sauvetages en milieu souterrain, des extractions de passagers bloqués dans les wagons du PATH et donner les premiers soins.
Les membres de l'unité de sauvetage d'urgence, qui ont reçu un entraînement spécialisé pour répondre aux demandes d'interventions urgentes et de sauvetage spécifiques aux installations de l'autorité portuaire ou en d'autres lieux quand leur expertise y est requise, sont dispersés dans divers cantonnements dépendant de l'autorité portuaire. Ils peuvent, de plus, suivre des formations dans des domaines aussi divers que le contrôle des animaux, la manipulation de matières dangereuses, l'utilisation de l'armement lourd, le sauvetage en mer et sur les ponts et les interventions spéciales.
Parmi les interventions que l'unité de sauvetage d'urgence a réalisées, sont notables :
- - la chute des tours du World Trade Center, le 11 septembre 2001
  - le premier attentat au WTC, en 1993
  - le sauvetage d'un forcené réfugié sur un château d'eau, à West New York (N.J.)
  - le crash aérien dans la ville de Newark
  - le sauvetage des riverains à Bound Brook (N.J.), coincés par les eaux à la suite des inondations causées par l'ouragan Floyd, en 1999
  - l'écroulement du plafond, dans le complexe ferroviaire de Journal Square
  - Les opérations de sauvetage à la suite de l'inondation du réseau PATH, en 1992
  - l'accident de train, Hackensack Meadowlands, en 1996

### La brigade canine
Le service de police de l'autorité portuaire a mis sur pied son unité canine en automne 1996, à la suite du crash aérien du vol TWA n°800, près des côtes de Long Island, durant l'été de la même année. Par la suite, l'unité a été élargie et a inclus une unité canine de détection de stupéfiants.
La brigade canine, qui compte 33 policiers, 2 sergents et un inspecteur, ainsi que 33 chiens, effectue des patrouilles sur l'entièreté des installations relevant de l'autorité portuaire, jour et nuit.
Les policiers qui font partie de la brigade canine doivent subir des tests physiques exigeants, notamment un parcours d'agilité, une entrevue de groupe et suivre une formation canine d'au moins 400 heures.
Le chien le plus populaire dans l'unité est le berger allemand. L'unité dispose également de labradors, d'un berger malinois et d'un golden retriever. Les chiens sont entraînés à la détection soit d'explosifs soit de stupéfiants. L'unité dispose d'un total de 25 chiens entraînés à la détection d'explosifs, dont 12 dispose de la certification de l'administration fédérale de la sécurité des transports. Huit chiens sont entraînés à la détection de stupéfiants.
Les équipes canines de détection d'explosifs effectuent des patrouilles et des fouilles dans les avions, les terminaux passagers et fret des aéroports, les terminaux vicinaux, les stations de métro, les véhicules ainsi que des fouilles de bagages et de paquets abandonnés.
Les équipes canines de détection de stupéfiants effectuent des patrouilles ainsi que des fouilles diverses dans les installations de l'autorité portuaire. D'autres agences gouvernementales font également appels à leurs services.

### L'unité motocycliste
Le service de police de l'autorité portuaire dispose d'une unité motocycliste qui compte 13 policiers et un sergent. Cette unité est responsable des patrouilles des tunnels et des ponts relevant de l'autorité portuaire avec, comme missions principales, la répression des infractions au code de la route, le contrôle des camions, les déplacements de VIP et les escortes funéraires. Chaque membre de l'unité dispose de sa propre moto. Avant de pouvoir rejoindre l'unité, chaque aspirant doit suivre avec succès une formation spéciale dispensée par l'université Northwestern et la société Harley Davidson.

### Le service d'incendie et de gestion de catastrophes
En juin 1998, le service de police de l'autorité portuaire a inauguré un centre d'entraînement dernier cri pour les interventions sur les catastrophes aériennes et les incendies de carburant à l'aéroport JFK, à New York. Ce centre, l'un des plus grands du genre dans tout le pays, est utilisé pour l'entraînement des policiers de l'autorité portuaire dans les techniques de lutte contre l'incendie et de sauvetage impliquant des avions. Il permet de former le personnel aux situations d'urgence dans un environnement sécurisé. La pièce maîtresse du centre de formation est un puits de 40 mètres de diamètre qui utilise des brûleurs au propane pour simuler les incendies. On y trouve également un « faux » avion de 25 mètres de long, comportant une section d'aile brisée.
Les systèmes informatiques permettent la création de scénarios de lutte contre l'incendie qui varient en taille, difficulté et intensité. Chaque année, plus de 600 membres du service de police de l'autorité portuaire suivent une formation comme pompiers-sauveteurs en milieu aérien pour les trois grands aéroports de la région de New York (JFK, LaGuardia et Newark). Les policiers de l'autorité portuaire assignés aux missions de sauvetage et de lutte contre les incendies doivent suivre deux fois par an une formation rigoureuse pour garder leur habilitation délivrée par la Federal Aviation Administration.

## Attaques terroristes

Affiche rendant hommage aux agents du PAPD morts lors de l'attentat du 11 septembre 2001.

Le 26 février 1993 et le 11 septembre 2001, le complexe du World Trade Center (appartenant à l'autorité portuaire) a été la cible d'attaques terroristes. Alors même que les tours du WTC abritaient plus de 50 000 employés et accueillaient plus de 70 000 visiteurs par jour, les efforts des services de police de l'autorité portuaire, du NYPD, des pompiers de New York, des services médicaux d'urgence et des nombreuses autres personnes qui ont apporté leur aide, ont permis de réduire sensiblement le nombre de victimes. Le service de police de l'autorité portuaire de New York a, à cette occasion, subi les plus lourdes pertes humaines jamais subies, à la suite d'un seul événement, dans toute l'histoire des États-Unis. Trente policiers de l'autorité portuaire et un chien policier ont fait le sacrifice ultime le 11 septembre 2001.
Le service de police de l'autorité portuaire a continuellement évolué pour faire face à de nombreux défis. Il est devenu un corps d'hommes et de femmes dévoués et professionnels, toujours prêts à protéger et servir les nombreux travailleurs et voyageurs qui traversent les installations relevant de l'autorité portuaire. Le film World Trade Center d'Oliver Stone retrace l'histoire de deux policiers des Autorités Portuaires, de leurs familles ainsi que de nombreux secouristes, pompiers et policiers de la ville de New York et rend hommage à tous ceux qui se sont battus, ont été blessés ou sont morts ce jour-là.